# Zoanno
Zoanno is een plaats (frazione) in de Italiaanse gemeente Ponte di Legno.